# Злота-Ґура (Груєцький повіт)
Злота-Ґура (пол. Złota Góra) — село в Польщі, у гміні Бельськ-Дужий Груєцького повіту Мазовецького воєводства.
Населення — 139 осіб (2011).
У 1975-1998 роках село належало до Радомського воєводства.

## Демографія
Демографічна структура станом на 31 березня 2011 року:
|          | Загалом | Допрацездатний вік | Працездатний вік | Постпрацездатний вік |
| -------- | ------- | ------------------ | ---------------- | -------------------- |
| Чоловіки | 66      | 11                 | 45               | 10                   |
| Жінки    | 73      | 12                 | 43               | 18                   |
| Разом    | 139     | 23                 | 88               | 28                   |